# Fontaine-Étoupefour
Fontaine-Étoupefour (fɔ̃.tɛ.n‿e.tup.fuʁⓘ) es una población y comuna francesa, situada en la región de Baja Normandía, departamento de Calvados, en el distrito de Caen y cantón de Évrecy.

## Demografía
| 465 | 590 | 960 | 1152 | 1627 | 1676 |
| Para los censos de 1962 a 1999 la población legal corresponde a la población sin duplicidades (Fuente: INSEE [Consultar]) |     |     |      |      |      |